# National Youth Competition
La National Youth Competition est le championnat de catégorie junior de la National Rugby League australienne, en rugby à XIII. Apparue en 2008, cette compétition rassemble 16 clubs qui participent tous en catégorie senior en NRL. Les joueurs de ce championnat ont entre 17 et 19 ans. Cette compétition est télévisée en Australie et en Nouvelle-Zélande. Elle fait l'objet de naming, après s'être appelé Toyota Cup, elle est aujourd'hui la Holden Cup.

## Palmarès
| Année | Information sur la finale | Information sur la finale | Information sur la finale | Champion de la saison régulière | Points |
| Année | Champion                  | Score                     | Finaliste                 | Champion de la saison régulière | Points |
| ----- | ------------------------- | ------------------------- | ------------------------- | ------------------------------- | ------ |
| 2008  | Canberra Raiders          | 28 - 24 *                 | Brisbane Broncos          | Canberra Raiders                | 40     |
| 2009  | Melbourne Storm           | 24 - 22                   | Wests Tigers              | Manly Sea Eagles                | 43     |
| 2010  | New Zealand Warriors      | 42 - 28                   | South Sydney Rabbitohs    | South Sydney Rabbitohs          | 38     |
| 2011  | New Zealand Warriors      | 31 - 30 *                 | North Qld Cowboys         | New Zealand Warriors            | 43     |
| 2012  | Wests Tigers              | 46 - 6                    | Canberra Raiders          | Canterbury Bulldogs             | 39     |
| 2013  | Penrith Panthers          | 42 - 30                   | New Zealand Warriors      | Canberra Raiders                | 43     |
| 2014  | New Zealand Warriors      | 34 - 32                   | Brisbane Broncos          | Newcastle Knights               | 40     |
| 2015  | Penrith Panthers          | 34 - 18                   | Manly Sea Eagles          | Penrith Panthers                | 44     |
| 2016  | Sydney Roosters           | 30 - 28                   | Penrith Panthers          | Penrith Panthers                | 43     |
| 2017  | Manly Sea Eagles          | 20 - 18                   | Parramatta Eels           |                                 |        |

- * = Golden Point